# June Harrison
June Harrison (Chicago, 23 december 1925 - Los Angeles, 10 maart 1974) was een Amerikaans zangeres en actrice. Ze verkreeg als actrice enige bekendheid door de filmreeks Jiggs and Maggie.

## Biografie
Harrison begon als jong kind al met zingen en pianospelen. Toen ze vier jaar oud was, nam haar vader enkele nummers met haar op. Vanaf haar tiende deed ze publieke optredens. Ze speelde als kind mee in vaudeville-optredens, een mix van komedie en muziek, haar eerste kennismaking met acteren. Verder trad ze enkele keren op in het voorprogramma van zangeres Ina Ray Hutton in het Oriental Theater in Chicago. Vanaf haar elfde kreeg ze operazangles. Via die weg belandde ze bij Columbia Records.
Tussendoor kreeg ze in 1938 en 1941 bijrolletjes in de films The Girl of the Golden West en Sun Valley Serenade. Voor Columbia Records zong ze enkele nummers in en enkele Opera-aria's. In 1946 kreeg ze rol van Nora Jiggs in de film Bringing Up Father, een komische actiefilm die gebaseerd was op de stripreeks Bringing Up Father. De film werd een succes en zorgde ervoor dat er een aantal vervolgfilms kwamen onder de noemer Jiggs and Maggie, waarin June Harrison opnieuw Nora Jiggs speelde. In die rol was ze de dochter van Jiggs (Joe Yule) en Maggie Jiggs (Renie Ranio).
Naast het acteren nam ze ook nummers op voor de films Land of the Lawless en Citizen Saint, waarin ze zelf ook een rol speelde. Ze was op de radio onder meer te horen in het radioprogramma met de Ted Fiorito Band in 1947, waarmee ze ook live in diverse clubs speelde. Na de laatste Jiggs and Maggie-film in 1950 besloot ze te stoppen met acteren, en ook publiekelijk zingen.
Harrison was getrouwd met de acteur George Campeau (1918-2011). Als acteur brak hij niet door, maar was wel onderdeel van de entertainmentafdeling van het leger tijdens de Tweede Wereldoorlog. Samen kregen de twee vier kinderen. June Harrison overleed in 1974 op 49-jarige leeftijd in Los Angeles, Californië. Campeau, die niet hertrouwde na het overlijden van zijn vrouw, overleed op 93-jarige leeftijd in 2011.

## Filmografie
- 1938; The Girl of the Golden West; (niet benoemd)
- 1941; Sun Valley Serenade; als Betty Jean (niet benoemd)
- 1946; Bringing Up Father; als Nora Jiggs
- 1947; Land of the Lawless; als Donna
- 1947; Citizen Saint; als Dorine
- 1947; Jiggs and Maggie in Society; als Nora Jiggs
- 1948; Jiggs and Maggie in Court; als Nora
- 1949; Jiggs and Maggie in Jackpot Jitters; als Nora
- 1950; Jiggs and Maggie Out West; als Nora